# 1103
Il 1103 (MCIII in numeri romani) è un anno  del XII secolo.

## Eventi
- Amedeo III diventa conte di Savoia e Maurienne
- L'11 marzo il papa Pasquale II emette una bolla per il vescovo di Fiesole Giovanni, con la quale conferma al vescovo la pertinenza della Pieve di San Polo in Rosso

## Nati
- 15 febbraio - Yue Fei, patriota e militare cinese († 1142)
- 24 febbraio - Toba, imperatore giapponese († 1156)
- 3 agosto - Guglielmo Adelin, nobile normanno († 1120)
- Aénor di Châtellerault, nobile francese († 1130)
- Enrico II della Marca Orientale sassone, nobile tedesco († 1123)
- Giuditta di Baviera, nobile tedesca († 1131)
- Harald IV di Norvegia, re norvegese († 1136)
- Walter de Luci, abate normanno († 1171)
- Alberto Quadrelli, vescovo cattolico italiano († 1173)
- Vsevolod di Pskov, principe russo († 1138)
- Wivine di Gran Bigard, badessa belga († 1170)
- Alfonso Giordano di Tolosa, nobiluomo francese († 1148)

## Morti
- 2 gennaio - Teodorico II di Bar, nobile
- 28 febbraio - Enrico I di Tubinga, nobile tedesco
- 21 marzo - Sibilla di Conversano, duchessa
- 23 marzo - Oddone I di Borgogna, cavaliere medievale francese (n. 1058)
- 10 luglio - Eric I di Danimarca, re danese (n. 1055)
- 24 agosto - Magnus III di Norvegia, re norvegese
- 19 ottobre - Umberto II di Savoia, conte (n. 1065)
- Isaac Alfasi, rabbino e giurista marocchino (n. 1013)
- Cuno di Northeim, nobile tedesco
- Enrico I della Marca Orientale sassone, nobile tedesco (n. 1070)
- Gabriele di Melitene, politico armeno (n. 1055)
- Guido IV Guidi, nobile e militare italiano
- Ebles di Roucy, nobile francese

## Calendario
| Calendario 1103 | Calendario 1103 | Calendario 1103 | Calendario 1103 | Calendario 1103 | Calendario 1103 | Calendario 1103 | Calendario 1103 | Calendario 1103 | Calendario 1103 | Calendario 1103 | Calendario 1103 | Calendario 1103 | Calendario 1103 | Calendario 1103 | Calendario 1103 | Calendario 1103 | Calendario 1103 | Calendario 1103 | Calendario 1103 | Calendario 1103 | Calendario 1103 | Calendario 1103 | Calendario 1103 | Calendario 1103 | Calendario 1103 | Calendario 1103 | Calendario 1103 | Calendario 1103 | Calendario 1103 | Calendario 1103 | Calendario 1103 | Calendario 1103 |
| --------------- | --------------- | --------------- | --------------- | --------------- | --------------- | --------------- | --------------- | --------------- | --------------- | --------------- | --------------- | --------------- | --------------- | --------------- | --------------- | --------------- | --------------- | --------------- | --------------- | --------------- | --------------- | --------------- | --------------- | --------------- | --------------- | --------------- | --------------- | --------------- | --------------- | --------------- | --------------- | --------------- |
|                 | 1               | 2               | 3               | 4               | 5               | 6               | 7               | 8               | 9               | 10              | 11              | 12              | 13              | 14              | 15              | 16              | 17              | 18              | 19              | 20              | 21              | 22              | 23              | 24              | 25              | 26              | 27              | 28              | 29              | 30              | 31              |                 |
| Gennaio         | Gi              | Ve              | Sa              | Do              | Lu              | Ma              | Me              | Gi              | Ve              | Sa              | Do              | Lu              | Ma              | Me              | Gi              | Ve              | Sa              | Do              | Lu              | Ma              | Me              | Gi              | Ve              | Sa              | Do              | Lu              | Ma              | Me              | Gi              | Ve              | Sa              |                 |
| Febbraio        | Do              | Lu              | Ma              | Me              | Gi              | Ve              | Sa              | Do              | Lu              | Ma              | Me              | Gi              | Ve              | Sa              | Do              | Lu              | Ma              | Me              | Gi              | Ve              | Sa              | Do              | Lu              | Ma              | Me              | Gi              | Ve              | Sa              |                 |                 |                 |                 |
| Marzo           | Do              | Lu              | Ma              | Me              | Gi              | Ve              | Sa              | Do              | Lu              | Ma              | Me              | Gi              | Ve              | Sa              | Do              | Lu              | Ma              | Me              | Gi              | Ve              | Sa              | Do              | Lu              | Ma              | Me              | Gi              | Ve              | Sa              | Do              | Lu              | Ma              |                 |
| Aprile          | Me              | Gi              | Ve              | Sa              | Do              | Lu              | Ma              | Me              | Gi              | Ve              | Sa              | Do              | Lu              | Ma              | Me              | Gi              | Ve              | Sa              | Do              | Lu              | Ma              | Me              | Gi              | Ve              | Sa              | Do              | Lu              | Ma              | Me              | Gi              |                 |                 |
| Maggio          | Ve              | Sa              | Do              | Lu              | Ma              | Me              | Gi              | Ve              | Sa              | Do              | Lu              | Ma              | Me              | Gi              | Ve              | Sa              | Do              | Lu              | Ma              | Me              | Gi              | Ve              | Sa              | Do              | Lu              | Ma              | Me              | Gi              | Ve              | Sa              | Do              |                 |
| Giugno          | Lu              | Ma              | Me              | Gi              | Ve              | Sa              | Do              | Lu              | Ma              | Me              | Gi              | Ve              | Sa              | Do              | Lu              | Ma              | Me              | Gi              | Ve              | Sa              | Do              | Lu              | Ma              | Me              | Gi              | Ve              | Sa              | Do              | Lu              | Ma              |                 |                 |
| Luglio          | Me              | Gi              | Ve              | Sa              | Do              | Lu              | Ma              | Me              | Gi              | Ve              | Sa              | Do              | Lu              | Ma              | Me              | Gi              | Ve              | Sa              | Do              | Lu              | Ma              | Me              | Gi              | Ve              | Sa              | Do              | Lu              | Ma              | Me              | Gi              | Ve              |                 |
| Agosto          | Sa              | Do              | Lu              | Ma              | Me              | Gi              | Ve              | Sa              | Do              | Lu              | Ma              | Me              | Gi              | Ve              | Sa              | Do              | Lu              | Ma              | Me              | Gi              | Ve              | Sa              | Do              | Lu              | Ma              | Me              | Gi              | Ve              | Sa              | Do              | Lu              |                 |
| Settembre       | Ma              | Me              | Gi              | Ve              | Sa              | Do              | Lu              | Ma              | Me              | Gi              | Ve              | Sa              | Do              | Lu              | Ma              | Me              | Gi              | Ve              | Sa              | Do              | Lu              | Ma              | Me              | Gi              | Ve              | Sa              | Do              | Lu              | Ma              | Me              |                 |                 |
| Ottobre         | Gi              | Ve              | Sa              | Do              | Lu              | Ma              | Me              | Gi              | Ve              | Sa              | Do              | Lu              | Ma              | Me              | Gi              | Ve              | Sa              | Do              | Lu              | Ma              | Me              | Gi              | Ve              | Sa              | Do              | Lu              | Ma              | Me              | Gi              | Ve              | Sa              |                 |
| Novembre        | Do              | Lu              | Ma              | Me              | Gi              | Ve              | Sa              | Do              | Lu              | Ma              | Me              | Gi              | Ve              | Sa              | Do              | Lu              | Ma              | Me              | Gi              | Ve              | Sa              | Do              | Lu              | Ma              | Me              | Gi              | Ve              | Sa              | Do              | Lu              |                 |                 |
| Dicembre        | Ma              | Me              | Gi              | Ve              | Sa              | Do              | Lu              | Ma              | Me              | Gi              | Ve              | Sa              | Do              | Lu              | Ma              | Me              | Gi              | Ve              | Sa              | Do              | Lu              | Ma              | Me              | Gi              | Ve              | Sa              | Do              | Lu              | Ma              | Me              | Gi              |                 |